# René Gaudin
René Gaudin (* 4. Dezember 1889 in Paris; † 1. September 1958 in Nanterre) war ein französischer Autorennfahrer.

## Karriere als Rennfahrer
René Gaudin war in seiner Karriere einmal beim 24-Stunden-Rennen von Le Mans am Start, und zwar 1924. Gemeinsam mit dem französischen Regisseur und Drehbuchautor Jean de Marguenat fuhr er einen Werks-Rolland-Pilain C23. Das Rennen endete für die beiden nach 18 gefahrenen Runden wegen eines technischen Defekts.

## Statistik

### Le-Mans-Ergebnisse
| Jahr | Team                                  | Fahrzeug                 | Teamkollege       | Platzierung | Ausfallgrund |
| ---- | ------------------------------------- | ------------------------ | ----------------- | ----------- | ------------ |
| 1924 | Ets. Automobiles Rolland et Pilain SA | Rolland-Pilain C23 Sport | Jean de Marguenat | Ausfall     | kein Benzin  |